# دهه ۱۶۹۰ (میلادی)
دهه ۱۶۹۰ (میلادی) صد و شصت و نهمین دهه تقویم میلادی است.

## درگذشتگان
‎